# 斑帆蜥
斑帆蜥（學名Hydrosaurus pustulatus），又名菲律賓斑帆蜥、菲律賓海蜥、帆龙或帆鰭水蜥蜴，是菲律賓特有的一種蜥蜴。
斑帆蜥是游泳能力，其扁平的腳趾很適合在水中活動。它們是雜食性的，吃果實、葉子、花朵、昆蟲及細小的動物。它們可以長達1米。雄蜥的背上有較大的冠，越長大就會出現紫色。雌蜥的色彩較少。
斑帆蜥棲息在菲律賓近河流的熱帶森林。它們分佈在菲律賓的萊特島、內格羅斯島、班乃島、薩馬島及鄰近省份。

## 保育狀況
國際自然保護聯盟將斑帆蜥列為易危。其主要威脅是被獵食及作為寵物出售。